# Memphis Grizzlies 2017-2018
La stagione 2017-2018 dei Memphis Grizzlies è stata la 23ª stagione della franchigia nella NBA.

## Draft
| Giro | Scelta | Giocatore     | Ruolo | Nazionalità | Università/Squadra |
| ---- | ------ | ------------- | ----- | ----------- | ------------------ |
| 2    | 35     | Ivan Rabb     | AG    | Stati Uniti | California         |
| 2    | 45     | Dillon Brooks | G     | Stati Uniti | Oregon             |

## Roster
| \| Pos. \| Num. \| Naz. \| Nome \| Altezza \| Peso \| Data nascita \| Provenienza \| \| ---- \| ---- \| -------------------------------------------- \| ------------------ \| ------- \| ------ \| ------------ \| -------------- \| \| G/AP \| 24 \| Canada (bandiera) \| Brooks, Dillon \| 198 cm \| 100 kg \| 22-01-1996 \| Oregon \| \| G \| 8 \| Stati Uniti (bandiera) \| Brooks, MarShon \| 196 cm \| 91 kg \| 29-01-1989 \| Providence \| \| P \| 6 \| Stati Uniti (bandiera) \| Chalmers, Mario \| 188 cm \| 86 kg \| 19-05-1986 \| Kansas \| \| P \| 11 \| Stati Uniti (bandiera) \| Conley, Mike (C) \| 185 cm \| 79 kg \| 11-10-1987 \| Ohio State \| \| AG/C \| 21 \| Stati Uniti (bandiera) \| Davis, Deyonta \| 211 cm \| 108 kg \| 02-12-1996 \| Michigan State \| \| G/AP \| 12 \| Stati Uniti (bandiera) \| Evans, Tyreke \| 198 cm \| 100 kg \| 19-09-1989 \| Memphis \| \| C \| 33 \| Spagna (bandiera) \| Gasol, Marc (C) \| 216 cm \| 116 kg \| 29-01-1985 \| Lausanne CS \| \| AG \| 0 \| Stati Uniti (bandiera) \| Green, JaMychal \| 206 cm \| 103 kg \| 21-06-1990 \| Alabama \| \| G \| 5 \| Stati Uniti (bandiera) \| Harrison, Andrew \| 198 cm \| 97 kg \| 28-10-1994 \| Kentucky \| \| AP \| 4 \| Stati Uniti (bandiera) \| Henry, Myke (TW) \| 198 cm \| 95 kg \| 23-12-1992 \| DePaul \| \| A \| 14 \| Giamaica (bandiera) · Stati Uniti (bandiera) \| Johnson, Omari \| 206 cm \| 100 kg \| 26-11-1989 \| Oregon State \| \| AG \| 1 \| Stati Uniti (bandiera) \| Martin, Jarell \| 208 cm \| 108 kg \| 24-05-1994 \| LSU \| \| G \| 23 \| Stati Uniti (bandiera) \| McLemore, Ben \| 196 cm \| 88 kg \| 11-02-1993 \| Kansas \| \| AP \| 25 \| Stati Uniti (bandiera) \| Parsons, Chandler \| 208 cm \| 104 kg \| 25-10-1988 \| Florida \| \| AG \| 10 \| Stati Uniti (bandiera) \| Rabb, Ivan \| 208 cm \| 100 kg \| 02-02-1997 \| UC Berkeley \| \| G/AP \| 7 \| Stati Uniti (bandiera) \| Selden, Wayne \| 196 cm \| 104 kg \| 30-09-1994 \| Kansas \| \| P \| 2 \| Stati Uniti (bandiera) \| Simmons, Kobi (TW) \| 193 cm \| 77 kg \| 04-07-1997 \| Arizona \| | Allenatore - J.B. Bickerstaff (ad interim) Assistente/i - Bob Bender - Adam Mazarei - Keith Smart - Nick Van Exel Legenda - (C) Capitano - (FA) Free agent - (S) Sospeso - (TW) Contratto Two-way - (GL) Assegnato a squadra G League affiliata - Infortunato Roster • Transazioni · Ultima transazione: 24 marzo 2018 |                                              |                    |         |        |              |                |
| Pos. | Num. | Naz.                                         | Nome               | Altezza | Peso   | Data nascita | Provenienza    |
| G/AP | 24 | Canada (bandiera)                            | Brooks, Dillon     | 198 cm  | 100 kg | 22-01-1996   | Oregon         |
| G | 8 | Stati Uniti (bandiera)                       | Brooks, MarShon    | 196 cm  | 91 kg  | 29-01-1989   | Providence     |
| P | 6 | Stati Uniti (bandiera)                       | Chalmers, Mario    | 188 cm  | 86 kg  | 19-05-1986   | Kansas         |
| P | 11 | Stati Uniti (bandiera)                       | Conley, Mike (C)   | 185 cm  | 79 kg  | 11-10-1987   | Ohio State     |
| AG/C | 21 | Stati Uniti (bandiera)                       | Davis, Deyonta     | 211 cm  | 108 kg | 02-12-1996   | Michigan State |
| G/AP | 12 | Stati Uniti (bandiera)                       | Evans, Tyreke      | 198 cm  | 100 kg | 19-09-1989   | Memphis        |
| C | 33 | Spagna (bandiera)                            | Gasol, Marc (C)    | 216 cm  | 116 kg | 29-01-1985   | Lausanne CS    |
| AG | 0 | Stati Uniti (bandiera)                       | Green, JaMychal    | 206 cm  | 103 kg | 21-06-1990   | Alabama        |
| G | 5 | Stati Uniti (bandiera)                       | Harrison, Andrew   | 198 cm  | 97 kg  | 28-10-1994   | Kentucky       |
| AP | 4 | Stati Uniti (bandiera)                       | Henry, Myke (TW)   | 198 cm  | 95 kg  | 23-12-1992   | DePaul         |
| A | 14 | Giamaica (bandiera) · Stati Uniti (bandiera) | Johnson, Omari     | 206 cm  | 100 kg | 26-11-1989   | Oregon State   |
| AG | 1 | Stati Uniti (bandiera)                       | Martin, Jarell     | 208 cm  | 108 kg | 24-05-1994   | LSU            |
| G | 23 | Stati Uniti (bandiera)                       | McLemore, Ben      | 196 cm  | 88 kg  | 11-02-1993   | Kansas         |
| AP | 25 | Stati Uniti (bandiera)                       | Parsons, Chandler  | 208 cm  | 104 kg | 25-10-1988   | Florida        |
| AG | 10 | Stati Uniti (bandiera)                       | Rabb, Ivan         | 208 cm  | 100 kg | 02-02-1997   | UC Berkeley    |
| G/AP | 7 | Stati Uniti (bandiera)                       | Selden, Wayne      | 196 cm  | 104 kg | 30-09-1994   | Kansas         |
| P | 2 | Stati Uniti (bandiera)                       | Simmons, Kobi (TW) | 193 cm  | 77 kg  | 04-07-1997   | Arizona        |

## Classifiche

### Southwest Division
| Southwest Division      | Southwest Division | Southwest Division | Southwest Division | Southwest Division | Southwest Division | Southwest Division | Southwest Division | Southwest Division |
| Squadra                 | V                  | S                  | V%                 | PR                 | Casa               | Trasf              | Div                | PG                 |
| ----------------------- | ------------------ | ------------------ | ------------------ | ------------------ | ------------------ | ------------------ | ------------------ | ------------------ |
| z – Houston Rockets     | 65                 | 17                 | .793               | 0,0                | 34–7               | 31–10              | 12–4               | 82                 |
| x – N. Orleans Pelicans | 48                 | 34                 | .585               | 17,0               | 24–17              | 24–17              | 9–7                | 82                 |
| x – San Antonio Spurs   | 47                 | 35                 | .573               | 18,0               | 33–8               | 14–27              | 9–7                | 82                 |
| Dallas Mavericks        | 24                 | 58                 | .293               | 41,0               | 15–26              | 9–32               | 5–11               | 82                 |
| Memphis Grizzlies       | 22                 | 60                 | .268               | 43,0               | 16–25              | 6–35               | 5–11               | 82                 |

### Western Conference
| Western Conference | Western Conference        | Western Conference | Western Conference | Western Conference | Western Conference | Western Conference |
| #                  | Squadra                   | V                  | S                  | V%                 | PR                 | PG                 |
| ------------------ | ------------------------- | ------------------ | ------------------ | ------------------ | ------------------ | ------------------ |
| 1                  | z – Houston Rockets *     | 65                 | 17                 | .793               | –                  | 82                 |
| 2                  | y – Golden St. Warriors * | 58                 | 24                 | .707               | 7,0                | 82                 |
| 3                  | y – Portland T. Blazers * | 49                 | 33                 | .598               | 16,0               | 82                 |
| 4                  | x – Oklahoma Thunder      | 48                 | 34                 | .585               | 17,0               | 82                 |
| 5                  | x – Utah Jazz             | 48                 | 34                 | .585               | 17,0               | 82                 |
| 6                  | x – N. Orleans Pelicans   | 48                 | 34                 | .585               | 17,0               | 82                 |
| 7                  | x – San Antonio Spurs     | 47                 | 35                 | .573               | 18,0               | 82                 |
| 8                  | x – Minnesota T'wolves    | 47                 | 35                 | .573               | 18,0               | 82                 |
|                    |                           |                    |                    |                    |                    |                    |
| 9                  | Denver Nuggets            | 46                 | 36                 | .561               | 19,0               | 82                 |
| 10                 | L.A. Clippers             | 42                 | 40                 | .512               | 23,0               | 82                 |
| 11                 | L.A. Lakers               | 35                 | 47                 | .427               | 30,0               | 82                 |
| 12                 | Sacramento Kings          | 27                 | 55                 | .329               | 38,0               | 82                 |
| 13                 | Dallas Mavericks          | 24                 | 58                 | .293               | 41,0               | 82                 |
| 14                 | Memphis Grizzlies         | 22                 | 60                 | .268               | 43,0               | 82                 |
| 15                 | Phoenix Suns              | 21                 | 61                 | .256               | 44,0               | 82                 |

## Mercato

### Free Agency

#### Prolungamenti contrattuali
| Giocatore      | Contratto                        |
| -------------- | -------------------------------- |
| Wayne Selden   | 2 anni – 2,8 milioni di dollari  |
| JaMychal Green | 2 anni – 16,4 milioni di dollari |

#### Acquisti
| Giocatore      | Contratto                        | Provenienza      |
| -------------- | -------------------------------- | ---------------- |
| Kobi Simmons   | Contratto Two-way                | Arizona Wildcats |
| Ben McLemore   | 2 anni – 10,6 milioni di dollari | Sacramento Kings |
| Tyreke Evans   | 1 anno – 3,2 milioni di dollari  | Sacramento Kings |
| Rade Zagorac   | 3 anni – 2,4 milioni di dollari  | Mega Belgrado    |
| Mario Chalmers | 1 anno – 2,1 milioni di dollari  | Free agent       |
| Vince Hunter   | Contratto Two-way                | Avtodor Saratov  |
| Myke Henry     | Contratto Two-way                | Oklahoma Blue    |

#### Cessioni
| Giocatore     | Motivo     | Nuova squadra       |
| ------------- | ---------- | ------------------- |
| Tony Allen    | Free agent | N.O. Pelicans       |
| Vince Carter  | Free agent | Sacramento Kings    |
| Zach Randolph | Free agent | Sacramento Kings    |
| Rade Zagorac  | Rilasciato | Real Betis          |
| Wade Baldwin  | Rilasciato | Portland T. Blazers |
| Vince Hunter  | Rilasciato | AEK Atene           |

### Scambi
| 22 giugno 2017 | Memphis GrizzliesDraft right per Ivan Rabb (Scelta n.35 del draft)     | Orlando MagicFutura scelta 2º giro Draft   |
| 22 giugno 2017 | Memphis GrizzliesDraft right per Dillon Brooks (Scelta n.45 del draft) | Houston RocketsFutura scelta 2º giro Draft |